# Кревали
Кревалите (Caranx) са род актиноптери от семейство Сафридови (Carangidae).
Таксонът е описан за пръв път от Бернар Жермен дьо Ласепед през 1801 година.

## Видове
- Caranx bucculentus
- Caranx caballus
- Caranx caninus
- Caranx crysos – Златист кревал
- Caranx fischeri
- Caranx heberi
- Caranx hippos – Кревал
- Caranx ignobilis
- Caranx latus
- Caranx lugubris
- Caranx melampygus
- Caranx papuensis
- Caranx rhonchus – Фалшив сафрид
- Caranx ruber
- Caranx senegallus
- Caranx sexfasciatus
- Caranx tille
- Caranx vinctus